# The Power of Nature (Live in Munich)
The Power of Nature (Live in Munich) è il primo album live della band Dare, uscito nel 2005, sia nel formato cd che in quello DVD.

## Tracce
1. Sea of Roses
2. Storm Wind
3. Where Darkness Ends
4. Silent Hills
5. Some Day
6. Silent Thunder
7. The Fire
8. We Will Return
9. Song for a Friend (The King)
10. White Horses

## Formazione
- Darren Wharton - voce
- Andrew Moore - chitarra
- Richard Dews - chitarra
- Gavin Mart - batteria
- Marc Roberts - tastiera